# 情聖
《情聖》是一部由喜劇巨星周星馳所主演的香港電影，於1991年上演，導演為李力持，此片是早期李力持與周星馳合作的電影之一。

## 故事
程勝（周星驰）本是騙子一名，為人機靈熱心，極受女孩歡迎。他與女騙徒葉圓（毛舜筠）相遇，程勝被誤作為盲人，程勝乃予以訛騙。後因見葉圓被追債，挺身相助，而為她負了一身債。
老江湖周潤發（午马）因欠下貴利王（張耀揚）債，被逼去向一富豪詐騙。偶然下周潤發認定程勝就是該富豪，程勝乃將計就計反騙周潤發。最后大家却发现各人都欠下贵利王巨债，乃合力对抗貴利王。

情聖 一般指欺騙愛情的人，本片劇情皆為描述欺騙錢財的過程，而要欺騙一個人的錢財，首先就要先欺騙取得對方情感上的信任！
因此用情聖來隱喻詐騙錢財之人

## 演員
| 演員   | 角色                 | 粵語配音 | 國語配音 |
| 周星馳 | 程勝                 |          | 石班瑜   |
| 毛舜筠 | 葉圓                 |          |          |
| 張耀揚 | 貴利王               | 黃志成   | 孫德成   |
| 午馬   | 周潤發               | 黃子敬   |          |
| 葉子楣 | Apple                | 曾慶珏   |          |
| 恬妞   | 阿萍                 |          |          |
| 元華   | 貴利王之兄           | 周永光   | 李香生   |
| 麥嘉   | 程勝師父             | 朱子聰   | 胡大衛   |
| 黃一山 | 開車撞程勝的彪形大漢 |          |          |
| 吳君如 | 阿珍                 |          |          |
| 朱咪咪 | 阿萍師父             |          |          |
| 邵卓堯 | 貴利王之兄手下       |          |          |

## 外部連結
- 開眼電影網上《情聖》的資料（繁體中文）
- 豆瓣电影上《情聖》的資料 （简体中文）
- 时光网上《情聖》的資料（简体中文）
- AllMovie上《情聖》的资料（英文）
- 爛番茄上《情聖》的資料（英文）
- 香港影庫上《情聖》的資料（繁體中文）
- 互联网电影数据库（IMDb）上《情聖》的资料（英文）